# Louis Abbiate
Louis Abbiate (Principato di Monaco, 4 gennaio 1866 – Vence, 23 luglio 1933) è stato un compositore e musicista monegasco.

## Biografia
Nato in una famiglia di musicisti, imparò in tenera età a suonare il pianoforte, l'organo e il violoncello, frequentò il Conservatorio di Torino e a quindici anni ottenne un doppio primo premio di violoncello e in armonia, l'anno dopo si iscrisse al Conservatorio di Parigi e a vent'anni vinse il primo premio di violoncello. A venticinque anni venne ingaggiato come solista nell'Orchestra di Monte Carlo, ma qualche anno dopo tornò a Parigi dove suonò come violoncellista solista.
Venne soprannominato "il Paganini del violoncello", poi accettò un ingaggio dal Teatro alla Scala di Milano dove venne diretto da Toscanini.
Scrisse le sue opere in francese e in monegasco.
Nel 1911 viene chiamato dal conservatorio di San Pietroburgo in Russia, ma dopo la Rivoluzione Russa, nel 1920 lascia il paese e va in Costa Azzurra, la perdita dei figli lo fa entrare in periodo buio.
Nel 1922 il municipio di Monaco apre una scuola di musica e lui ne diventa direttore e riprende a comporre fino alla morte nel 1933 a soli 66 anni a Vence in Provenza.